# Sodales Augustales
Augustales waren Priesterkollegien im römischen Reich, die zur kultischen Verehrung der römischen Kaiser geschaffen worden waren. Für die Vereine und Körperschaften in den römischen Provinzen, siehe Augustales.
- Sodales Augustales: Nach der Vergöttlichung des Kaisers Augustus wurde durch seinen Nachfolger im Jahr 14 n. Chr. dieses Priesterkollegium aus 21 Mitgliedern ins Leben gerufen. Ihre Aufgabe war die Verehrung des Augustus.
- Sodales Augustales Claudiales: Das Kollegium wurde nach der Vergöttlichung des Kaisers Claudius ins Leben gerufen und war lediglich für diesen zuständig.
- Sodales Augustales Flaviales: Das Kollegium war für die kultische Verehrung der Kaiser Vespasian, Titus und Domitian zuständig.
- Sodales Augustales Hadrianales: Das Kollegium war für die kultische Verehrung des Kaisers Hadrian und der Adoptivkaiser zuständig.
- Sodales Augustales Antoniniani: Das Kollegium war für die kultische Verehrung des Kaisers Antoninus Pius und aller, die sich auf ihn beriefen, zuständig.

In vielen Städten des Reichs gab es ebenfalls Augustales. Diese hatten kein Anrecht auf einen Sitz im Magistrat oder sonstige Ehrenabzeichen und waren häufig Freigelassene, denen man so die Möglichkeit zu einem ehrenvollen Amt geschaffen hat, da sie von der Bekleidung der regulären städtischen Ämter ausgeschlossen waren. Sie hatten lediglich das Anrecht auf den ersten Platz bei kaiserlichen Opfern und Spielen.